# Branko Mikulić
Branko Mikulić (Bugojno, 10 de junho de 1928 – Sarajevo, 12 de abril de 1994) foi um político comunista e estadista da Iugoslávia, sendo um dos Presidentes da Presidência da Bósnia e primeiro-ministro da Iugoslávia entre 1986 e 1989. Mikulić foi um dos principais políticos comunistas da Bósnia e Herzegovina durante o regime comunista na antiga Iugoslávia e ficou conhecido como "linha dura", se opondo as reformas liberais e seguindo um curso comunista ortodoxo.